# Osiedle miejskie kardymowskie
Kardymowskoje (ros. Кардымовское городское поселение) – jednostka administracyjna (osiedle miejskie) wchodząca w skład rejonu kardymowskiego w оbwodzie smoleńskim w Rosji.
Centrum administracyjnym osiedla miejskiego jest osiedle typu miejskiego Kardymowo.

## Geografia
Powierzchnia osiedla miejskiego wynosi 31,48 km².

## Historia
Osiedle powstało na mocy uchwały obwodu smoleńskiego z 2 grudnia 2004 r., z późniejszymi zmianami – uchwała z dnia 20 grudnia 2018 roku.

## Demografia
W 2020 roku osiedle miejskie zamieszkiwało 5006 osób.

## Miejscowości
W skład jednostki administracyjnej wchodzą 4 miejscowości, w tym 1 osiedle (Kardymowo) i 3 dieriewnie (Jermaczki, Kriwcy, Sopaczewo).